# Waas
Příjmení Waas má původ na území Belgie a jeho vznik se odvíjí od názvu oblasti Waasland, znamená „člověk pocházející z Waaslandu“. Typologií je tedy toto příjmení odvozeno od geografického názvu.
Místní výskyt je poměrně častý. Další častý výskyt je v sousední oblasti Holandska. V této části Evropy je spojováno s vlámskou předložkou van (například van Waas) což vyjadřuje „z“, „od“. Další výskyty jsou v oblastech bývalých nizozemských a belgických kolonií. V České republice je toto příjmení zastoupeno velmi málo. K roku 2012 pouze 24 mužů a 22 žen.